# El celuloide oculto
El celuloide oculto es un documental estadounidense de 1995 dirigido y escrito por Rob Epstein y Jeffrey Friedman, que analiza la historia de la presencia y el tratamiento a personajes homosexuales en el cine de las grandes productoras de Hollywood.
La película está basada en el libro del mismo nombre de Vito Russo publicado por primera vez en 1981 y en presentaciones de conferencias y vídeos que dio en 1972-1982. Russo había investigado la historia de cómo las películas, especialmente las de Hollywood, habían retratado a personajes gays, lesbianas, bisexuales y transexuales.
La película se estrenó de manera limitada en teatros selectos, incluido el Castro Theatre en San Francisco, en abril de 1996, y luego se exhibió en el canal por cable HBO. En España fue estrenada en los cines el 23 de enero de 1997 subtitulada, también llegó a emitirse en algunos canales de televisión como por ejemplo TCM (España).

## Contenido
El documental entrevista a varios hombres y mujeres vinculados a la industria de Hollywood para comentar sobre varios clips de películas y sus propias experiencias personales con el tratamiento de personajes LGBT en el cine estadounidense. Desde los mariquitas, hasta la censura del Código de Producción de Hollywood, los personajes gay codificados y los crueles estereotipos sobre los cambios realizados a principios de la década de 1990.
Vito Russo quería que su libro se transformase en una película documental y ayudó en el proyecto hasta su muerte en 1990. Algunos críticos del documental señalaron que era menos político que el libro y terminó en una nota más positiva. Sin embargo, Russo había querido que el documental fuera entretenido y reflejara los cambios positivos que se habían producido hasta 1990.

## Películas
Listado de las películas mencionadas y analizadas en el documental:
- Las aventuras de Priscilla, reina del desierto (1994)
- Tempestad sobre Washington (1962)
- Otro país (1983)
- Panorams desde el puente (1962)
- Basic Instinct (1992)
- Ben-Hur (1959)
- Los chicos de la banda (1970)
- Sólo ellas... los chicos a un lado (1995)
- La novia de Frankenstein (1935)
- Butch Cassidy and the Sundance Kid (1969)
- Cabaret (1972)
- Doris Day en el Oeste (1953)
- Un mundo aparte (1976)
- Cat on a Hot Tin Roof (1958)
- The Children's Hour (1961)
- El color púrpura (1985)
- Cruising (1980)
- The Crying Game (1992)
- Media hora más contigo (1985)
- El detective (1968)
- Vestida para matar (1980)
- The Fan (1981)
- La zorra (1967)
- Una extraña pareja de polis (1974)
- Tomates verdes fritos (1991)
- Los caballeros las prefieren rubias (1953)
- Gilda (1946)
- Go Fish (1994)
- The Hours and Times (1991)
- El Ansia (1983)
- En un lugar solitario (1950)
- Johnny Guitar (1954)
- Vivir hasta el fin (1992)
- Lianna (1983)
- Compañeros inseparables (1990)
- Pijama para dos (1961)
- Su otro amor (1982)
- Midnight Cowboy (1969)
- El expreso de medianoche (1978)
- Mi hermosa lavandería (1985)
- Mi Idaho privado (1991)
- Próxima parada, Greenwich Village (1976)
- Turno de noche (1982)
- Miradas en la despedida (1986)
- Personal Best (1982)
- Filadelfia (1993)
- Pillow Talk (1959)
- Poison (1991)
- Rebelde sin causa (1955)
- Río rojo (1948)
- El silencio de los corderos (1991)
- Some Like It Hot (1959)
- Espartaco (1960)
- De repente, el último verano (1959)
- Domingo, maldito Domingo (1971)
- Swoon (1992)
- Té y simpatía (1956)
- Teen Wolf:De pelo en pecho (1985)
- Thelma & Louise (1991)
- Trilogía de Nueva York (1988)
- Rope (1948)
- Punto límite: cero (1970)
- Víctima (1961)
- La gata negra (1962)
- The Watermelon Woman (1995)
- El banquete de bodas (1993)
- Un Botín de 500.000 dólares (1974)
- Ventanas (1980)
- Alas (1927)